# 安佐北区
安佐北区（あさきたく）は、広島市を構成する8つの行政区のひとつ。

## 地理・歴史
1980年（昭和55年）4月1日 - 広島市の政令指定都市移行と同時に設置。
合併で広島市に編入された、旧安佐郡安佐町、旧安佐郡可部町、旧安佐郡高陽町、旧高田郡白木町から成る。旧可部町に区役所があり、旧安佐町、旧高陽町、旧白木町には安佐北区役所の出張所が置かれている。
広島市に合併後は、住居表示実施により旧高陽町の全域、旧可部町の一部および旧安佐町のあさひが丘地区には旧町名は残っていない。
山がちな地形であるため、区の面積は広島市の8区の中で最大であり、広島市の総面積の約40%を占める。なお、2005年に旧佐伯郡湯来町が佐伯区に編入される前までは、総面積の約半分を占めていた。また、全国の政令指定都市の行政区としても静岡市葵区（1,074km2）、浜松市天竜区（944 km2）、札幌市南区（657 km2）、岡山市北区（451 km2）に次いで5番目の大きさとなっている。
1905年に横川 - 可部間を国産初の乗り合いバスが走ったといわれている。横川駅には、当時のバスを復元した、「かよこバス（可部の「か」と横川の「よこ」が由来）」の名称でレプリカのバスが展示されており、イベント等で借り出されることもある。
広島市の中では高齢化が進んでおり、近年は人口が微減している地区である。宅地開発によって、山際まで住宅が建設されているが、集中豪雨によって地盤の軟化が起こりやすい真砂土が主体の地盤が多く、1999年6月の豪雨や2014年8月の豪雨および2018年の西日本豪雨などでは大規模の土砂災害が多発して山際の住宅地に大きな被害が出た。
令和2年7月豪雨では緊急安全確保(警戒レベル5)相当の大雨特別警報が発令(広島市全体に発令)され、近年の異常気象からも災害時に大きな被害になりやすい場所である。
- 河川
  - 太田川
- 山
  - 高松山(339m) - 三入高松城
  - 白木山 (広島県)(889.3m)
  - 可部冠山(735.7m) - 石州街道
  - 松笠山 (広島県)(374.6m)
  - 神ノ倉山(561.5m)

### 地区
- 安佐地区 - 旧安佐町
- 可部地区 - 旧可部町
- 高陽地区 - 旧高陽町
- 白木地区 - 旧白木町

#### ニュータウン
- 高陽ニュータウン

## 人口の変遷
- 1980年　 113,238
- 1985年　 131,211
- 1990年　 144,745
- 1995年　 154,079
- 2000年　 156,387
- 2005年　 152,716
- 2010年　 149,633
- 2015年　 145,018
- 2020年　 142,518

## 公共施設

### 文化施設
- 図書館
  - 広島市立安佐北区図書館
- 区民センター
  - 安佐北区民文化センター
- スポーツ施設
  - 広島市安佐北区スポーツセンター
  - 広島市可部運動公園
- 博物館
  - ガラスの里（2018年閉館）
- 温泉施設
  - ふかわの湯
- 主要な公園
  - 広島市安佐動物公園
  - 広島市青少年野外活動センター

### 官公庁
- 広島市安佐北区役所
  - 白木出張所
  - 高陽出張所
  - 安佐出張所

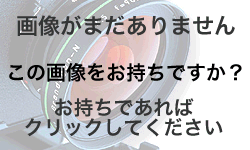
白木出張所
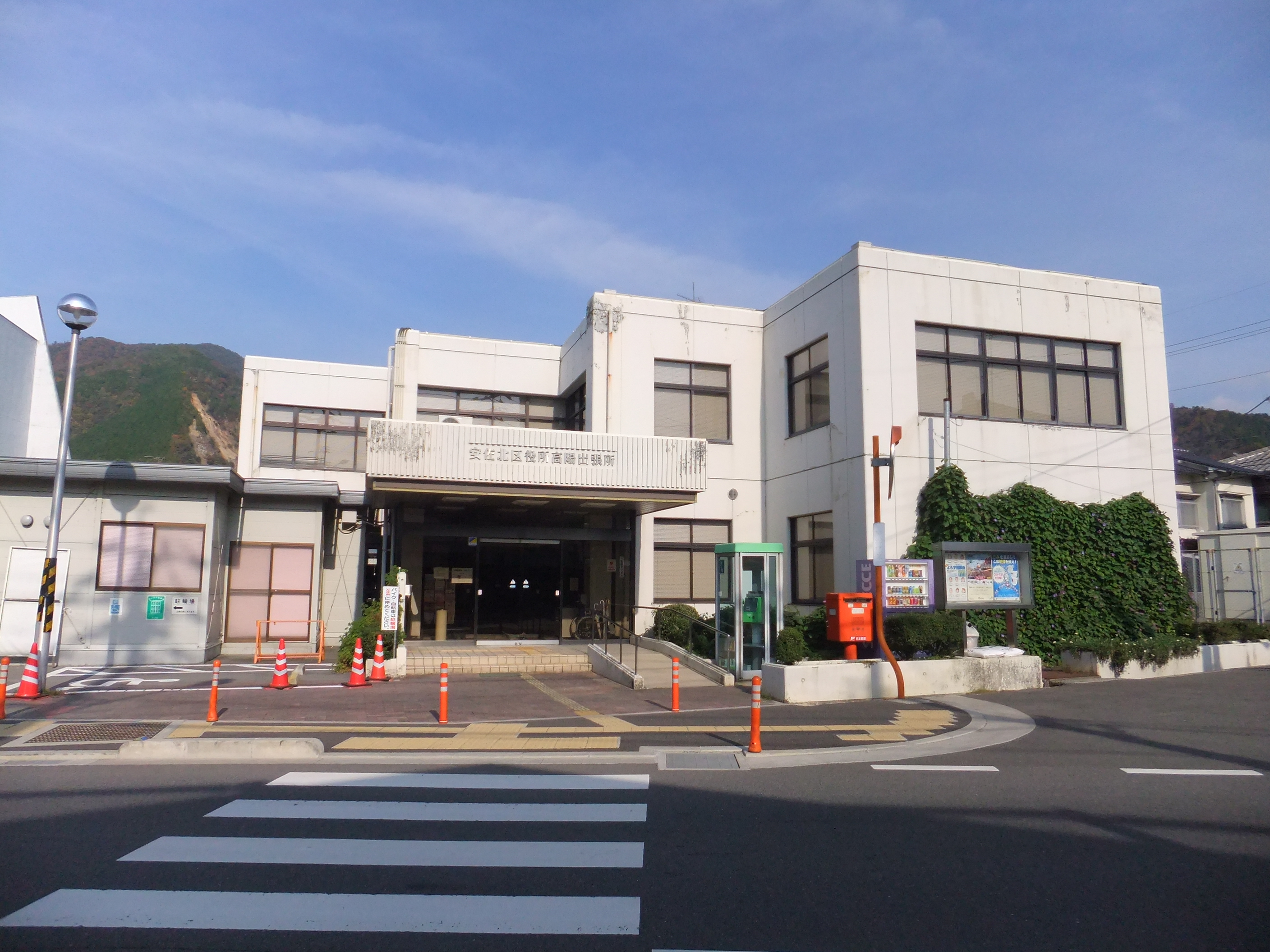
高陽出張所
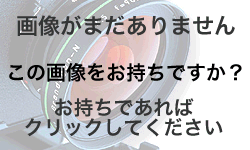
安佐出張所

警察
- 安佐北警察署（旧・可部警察署）

消防
- 広島市消防局
  - 安佐北消防署

### 主要な医療機関
- 広島市立安佐市民病院

### 水道施設
- 広島市水道局
  - 高陽浄水場
- 国土交通省中国地方整備局
  - 高瀬堰

## 産業

### 安佐北区に本社を置く主な企業
- 研創
- センナリ
- 東原産業
- ポプラ
- 冒険王
- ミカサ
- やぐちタクシー
- 大和重工
- 香月堂 (広島県)

### デパート・大規模商業施設
以下に記載する商業施設は大規模で広域集客力のある物に限定し、店舗の大まかな説明も記載している。百貨店はサテライト店舗でない物、ショッピングセンターは原則10,000m2以上（参照）としている。ただし、施設が集積しているなどしている場合は、例外的に掲載している場合も有る。
- フジグラン高陽 - 広島の卸売業十和の関連会社フジが、広島に初出店した店舗。諸事情により開業から10年間、四国方面で出店していた。亀崎（高陽ニュータウン）にある。

## 教育

### 大学
私立
- 広島文教大学

### 専門学校
- IGL健康福祉専門学校

### 中高一貫校
公立
- 広島市立安佐北中学校・高等学校
- 広島市立広島中等教育学校

### 高等学校
公立
- 広島県立可部高等学校
- 広島県立高陽高等学校[注釈 1]
- 広島県立高陽東高等学校

私立
- 広島文教女子大学附属高等学校

### 中学校
公立

| - 広島市立白木中学校 - 広島市立高陽中学校 - 広島市立落合中学校 - 広島市立可部中学校 - 広島市立亀山中学校 | - 広島市立清和中学校 - 広島市立日浦中学校 - 広島市立亀崎中学校 - 広島市立三入中学校 - 広島市立口田中学校 |

### 小学校
公立

| - 広島市立井原小学校 - 広島市立志屋小学校 - 広島市立高南小学校 - 広島市立三田小学校 - 広島市立狩小川小学校 - 広島市立深川小学校 - 広島市立亀崎小学校 - 広島市立真亀小学校 - 広島市立落合東小学校 - 広島市立落合小学校 - 広島市立口田東小学校 - 広島市立口田小学校 - 広島市立大林小学校 - 広島市立三入小学校 | - 広島市立可部小学校 - 広島市立可部南小学校 - 広島市立亀山小学校 - 広島市立亀山南小学校 - 広島市立鈴張小学校 - 広島市立飯室小学校 - 広島市立筒瀬小学校 - 広島市立日浦小学校 - 広島市立久地南小学校 - 広島市立倉掛小学校 - 広島市立三入東小学校 |

### 幼稚園
公立
- 広島市立落合東幼稚園（落合）
- 広島市立亀崎幼稚園（亀崎）
- 広島市立落合幼稚園（落合南）
- 広島市立口田幼稚園（口田南）
- 広島市立真亀幼稚園（真亀）

私立

| - はすがおか幼稚園（口田） - 翠光幼稚園（口田） - 高陽幼稚園（落合） - 善徳寺幼稚園（深川） - 広高幼稚園（深川） - 可部ふたば幼稚園（可部南） - 広島文教女子大学附属幼稚園（可部東） - 可部幼稚園（可部） | - 三入幼稚園（三入） - 三入東幼稚園（三入東） - 南原幼稚園（可部町上町屋） - 河戸幼稚園（亀山） - 虹山幼稚園（亀山南） - かつぎ幼稚園（亀山） - あさひが丘幼稚園（あさひが丘） - 安佐幼稚園（安佐町大字くすの木台） |

### 保育園
公立

| - 広島市立高南保育園（白木町大字秋山） - 広島市立三田保育園（白木町三田） - 広島市立狩留家保育園（狩留家町） - 広島市立狩小川保育園（小河原） - 広島市立深川保育園（深川） - 広島市立真亀保育園（真亀） - 広島市立落合保育園（落合） | - 広島市立口田保育園（口田南） - 広島市立大林保育園（大林） - 広島市立城保育園（可部） - 広島市立可部東保育園（可部東） - 広島市立亀山南保育園（亀山南） - 広島市立いずみ保育園（安佐町大字飯室） - 広島市立久地保育園（安佐町大字久地） |

私立

| - 可部保育所（可部） - どれみふぁ保育園（可部） - 鈴張保育園（安佐町大字鈴張） - みどり保育園（亀山） - いづみ保育園（白木町大字小越） - あさひが丘ルンビニ保育園（あさひが丘） | - 高陽なかよし保育園（亀崎） - 可部ひかり保育園（亀山） - みいりナーモ保育園（三入） - 口田なかよし保育園（口田南） - 広島高陽学園保育園（深川） - 翠光保育園（口田） |

### 特別支援学校
- 広島県立広島特別支援学校
- 広島県立広島北特別支援学校

### その他の学校
- 広島県消防学校
- 広島インターナショナルスクール

## 交通

### 鉄道
中心駅は可部駅。
- 可部線（西日本旅客鉄道）

駅：中島駅 - 可部駅 - 河戸帆待川駅 - あき亀山駅
- 芸備線（西日本旅客鉄道）

駅：井原市駅 - 志和口駅 - 上三田駅 - 中三田駅 - 白木山駅 - 狩留家駅 - 上深川駅 - 中深川駅 - 下深川駅 - 玖村駅 - 安芸矢口駅

### バス
- 中国JRバス
- 広島交通
- 広電バス
- 広島バス（赤バス）
- 広交観光
- フォーブル
- 備北交通
- 総企バス

車庫
- 大林車庫
- 小河原車庫
- 高陽車庫
- 星ヶ丘車庫

### 道路
- 中国自動車道

安佐SA - 広島北JCT
- 広島自動車道

広島北JCT - 広島北IC/BS - 久地PA - 久地BS
- 一般国道

国道54号（可部バイパス）、国道183号、国道191号、国道261号

## 史跡・歴史的建造物

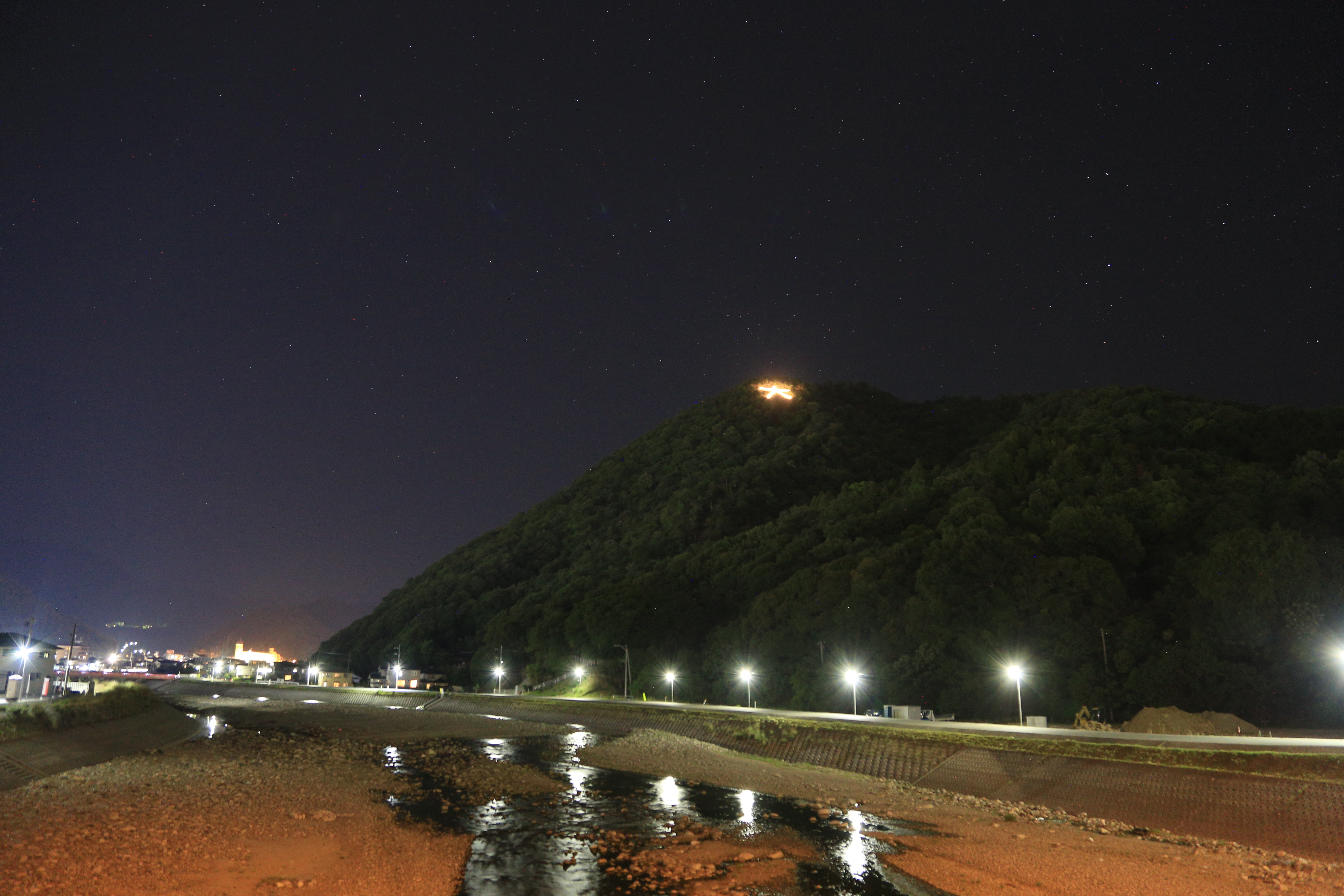
安佐北区可部の初夏の風物詩である高松山の大文字焼き

広島市の文化財(1)　有形文化財：建造物・広島市の文化財(10)　記念物：史跡・広島市の文化財(11)　記念物：名勝・広島市の文化財(12) 記念物：天然記念物・広島市の文化財(13)　登録文化財 より。
- 史跡（国指定）
  - 中小田古墳群
- 史跡（県指定）
  - 地蔵河原一里塚
  - 熊谷氏の遺跡
    - 伊勢ヶ坪城
    - 三入高松城
    - 土居屋敷跡
    - 菩提所観音寺跡

  - 西願寺山墳墓群
  - 恵下山・山手遺跡群
- 重要有形文化財（市指定）
  - 明光寺薬師堂
  - 筒瀬八幡神社本殿
  - 出崎山神社拝殿
  - 西八幡神社本殿
  - 西八幡神社拝殿
- 史跡（市指定）
  - 青古墳群
- 天然記念物（市指定）
  - 燈明杉
  - カヤ
  - 峠八幡宮のオオツクバネガシ
  - 宮野八幡神社の大エノキ
  - 筒瀬八幡神社の社叢
  - 養山八幡神社の社叢
  - 新宮神社の大イチョウ
  - 可部町中野の千代の松
  - 松笠観音の巨樹群
  - 友広神社のイチョウ

## 観光
- 南原峡

## 安佐北区出身の有名人
- 吉川元（国際政治学者）
- 大道あや（画家、絵本作家）
- 丸木位里（画家）
- 東直子（歌人・小説家・脚本家）
- ヒイラギシンジ（漫画原作者）
- 戸田菜穂（女優 可部）
- 戸田麻衣子（元女優・菜穂の妹）
- 戸田康平（シンガーソングライター・菜穂、麻衣子の弟）
- 柿辰丸（悪役俳優）
- 小田和奏（No Regret Lifeボーカル、ギター）
- 丸本莉子（シンガーソングライター）
- 田坂和昭（元サッカー選手）
- 北桜英敏（元幕内力士）
- 豊桜保勝（元幕内力士）
- 森重真人（サッカー選手、現FC東京所属）
- 近藤弘樹（プロ野球選手、現東京ヤクルトスワローズ所属）
- 河井博大（プロゴルファー）
- 木村文子（陸上競技選手 可部）
- 二宮真琴  (プロテニス選手)
- 中島尚樹（広島ローカルタレント 可部）
- 鈴木剛（実業家 可部）
- 山岡憲一（実業家 狩留家）
- 平尾順平（社会起業家 可部）
- 西脇綾香（Perfume）
- 西脇彩華（9nine）
- 久保田夏菜（フリーアナウンサー、元RCCアナウンサー 可部）
- 奥村泰憲（声楽家・指揮者）
- 高野菜々（女優・声優）
- 森本真治（参議院議員、元広島県会議員 可部）
- 畝章真（元プロ野球選手）
- 川辺駿（サッカー選手）
- 松中みなみ（タレント）

## 市外局番・郵便番号
- 市外局番は区内全域082になる。
  - 1980年代中頃までは、旧可部町が08266、旧安佐町が08267、旧白木町が08264、旧高陽町が08284と、市外局番が地域毎に異なっていた。
- 郵便番号は、以下の通りとなっている。
  - 可部郵便局：731-02xx
  - 鈴張郵便局：731-11xx
  - 日浦郵便局：731-33xx
  - 高陽郵便局：739-17xx
  - 高南郵便局：739-14xx、739-13xx、739-15xx[注釈 2]